# Canthon manantlanensis
Canthon manantlanensis là một loài bọ cánh cứng trong họ Bọ hung (Scarabaeidae).